# Willem Van Hees
Pour les articles homonymes, voir Hees (homonymie).
Compléments
Van Hees est surtout connu comme architecte baroque
Willem Van Hees (en latin Guilielmus Hesius, né 1601 à Anvers et décédé en 1690 à Bruxelles) était un prêtre jésuite belge, prédicateur de renom, écrivain et architecte.

## Biographie
Van Hees entre dans la Compagnie de Jésus en 1617. Sa formation religieuse terminée il commence sa carrière comme enseignant, mais il se fait surtout remarquer comme prédicateur et orateur latin distingué. Il dirige pendant 20 ans la sodalité latine de Bruxelles et obtient le poste en vue de prédicateur attitré à la cour de l’archiduc Léopold.
En 1673 Van Hees est supérieur de la maison professe d’Anvers; il dirige ensuite les collèges d’Alost et de Gand.
C’est comme architecte qu’il est connu aujourd’hui : il construit une partie des bâtiments du collège de Gand et quelques belles églises baroques jésuites dont celle de Louvain (1650-1671): Le maître-autel de la cathédrale Saint-Rombaut de Malines est également son œuvre.
Il est aussi l'auteur d'un livre d'emblèmes : Emblemata sacra de fide, spe, charitate (emblèmes sacrés de foi, d'espérance et de charité), publié en 1636 sous son nom latinisé : Guilielmus Hesius  
Van Hees meurt à Bruxelles en 1690, à l’âge exceptionnel de 89 ans.